# Sūrī Lakī
Sūrī Lakī (persiska: ذِق, ذقّ زالیاب, Z̄eq, Z̄eqq Zālyāb, سوری لکی) är en ort i Iran.   Den ligger i provinsen Lorestan, i den västra delen av landet, 400 km sydväst om huvudstaden Teheran. Sūrī Lakī ligger 1 201 meter över havet och antalet invånare är 404.
Terrängen runt Sūrī Lakī är kuperad åt sydost, men åt nordväst är den platt.Runt Sūrī Lakī är det ganska tätbefolkat, med 52 invånare per kvadratkilometer. Närmaste större samhälle är Kūhdasht, 12,3 km nordväst om Sūrī Lakī. Omgivningarna runt Sūrī Lakī är i huvudsak ett öppet busklandskap.